# 새빈 카
새빈 윌리엄 카(Sabin William Carr, 1904년 9월 4일 ~ 1983년 9월 12일)는 미국의 장대높이뛰기 선수이자, 1928년 암스테르담 올림픽 금메달리스트였다.
아이오와주 더뷰크 출신으로 1927년 실내와 실외 세계 기록을 세웠다. 2월 초순에 실내 기록 4.14m를 세우다가 1주 후에 4.19m로 향상시켰다. 5월에는 대학 아마추어 육상 선수권 대회에서 14 피트를 제거한 첫 선수가 되었으며, 그러고나서 다음 해 AAU 실내 대회에서 4.29m를 넘어 처음으로 실내 대회 14 피트를 제거하였다.
1928년에는 4년 전 올림픽 챔피언 리 반스에게 자신의 실외 세계 기록을 잃었으나, 올림픽에서는 복수전을 벌여 반스는 5위로 오고 카는 우승을 차지하였다.
예일 대학교 졸업생인 카는 2회의 AAU 실내 대회, 대학 아마추어 육상에서 3회의 실외 대회와 2회의 실내 대회를 우승한 좋은 기록을 가졌다.
후에 오클랜드에서 재목 비지니스를 시작하여 스털링 재목 주식회사의 사장이 되었다.
79세의 나이로 샌타바버라에서 사망하였다.